# Иммунная система глаза

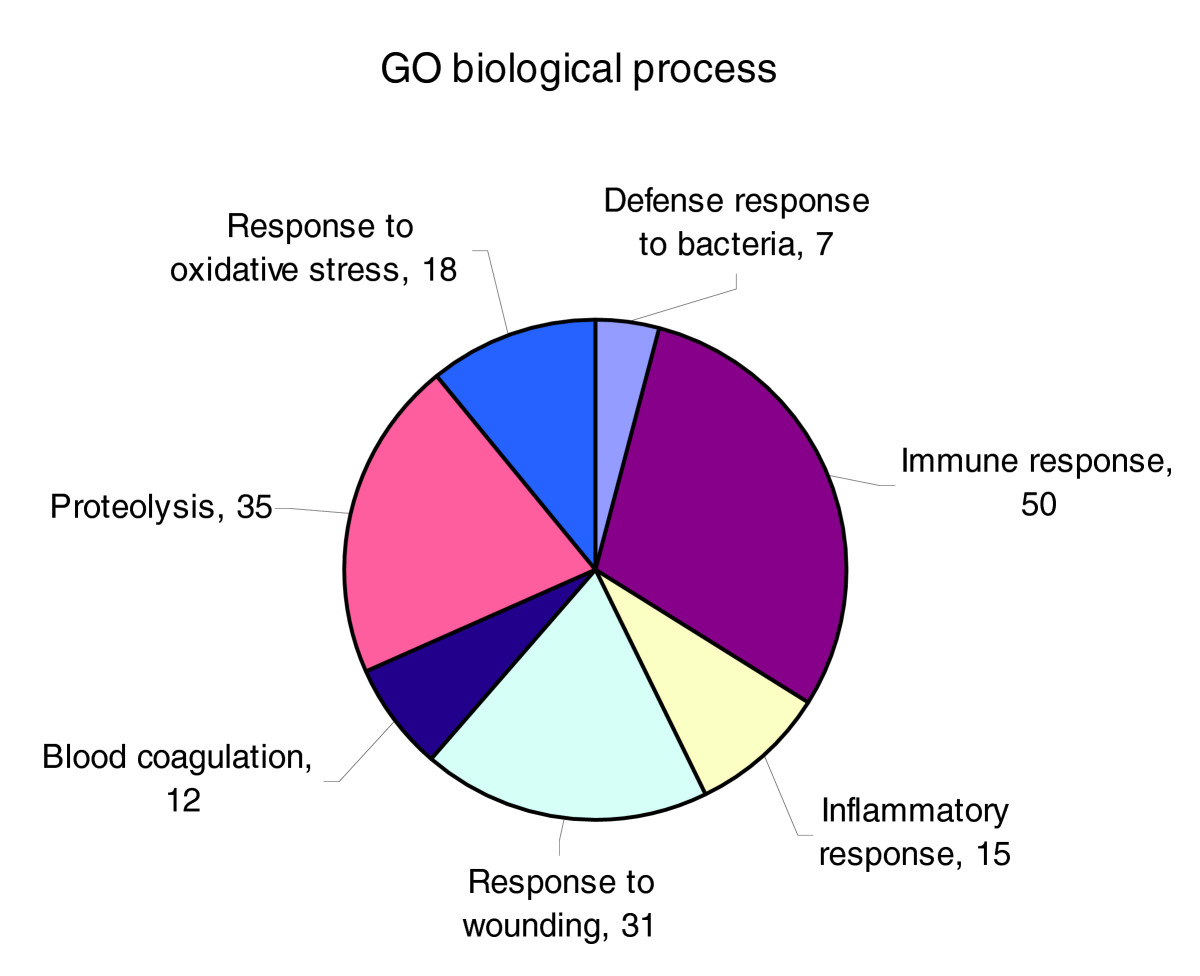
В слёзной жидкости обнаружено несколько сотен белков, из них 50, по данным генной онтологии, могут играть роль в иммунной реакции (immune response), 15 — в реакциях воспаления, 31 экспрессируются в ответ на механическое повреждение, 7 связаны с реакцией на бактериальное вторжение. Из публикации de Souza et al., 2006.

Иммунная система глаза — часть иммунной системы организма, имеющая некоторые характерные особенности. Соприкосновение глаза с внешней средой обуславливает необходимость в эффективной иммунной реакции, однако любое воспаление способно нарушить прозрачность роговицы, привести к патологическому врастанию кровеносных сосудов в ткань глаза. В ходе эволюции ряд органов, в том числе мозг, глаза, матка получили иммунную привилегию — способность сдерживать реакцию на антигены ради сохранения функций органа. В середине XX века Питер Медавар обнаружил, что внедрение чужеродной ткани в некоторые области глаза не вызывает разрушительной реакции. В настоящее время известны многие молекулярные механизмы, обуславливающие такое поведение иммунной системы глаза.

## Ведущие исследователи
- Уэйн Стряйляйн (J. Wayne Streilein, 1935—2004)